# Leptogaster ferrugineus
Leptogaster ferrugineus är en tvåvingeart som beskrevs av Walker 1855. Leptogaster ferrugineus ingår i släktet Leptogaster och familjen rovflugor. Inga underarter finns listade i Catalogue of Life.